# Kansai Gaidai University

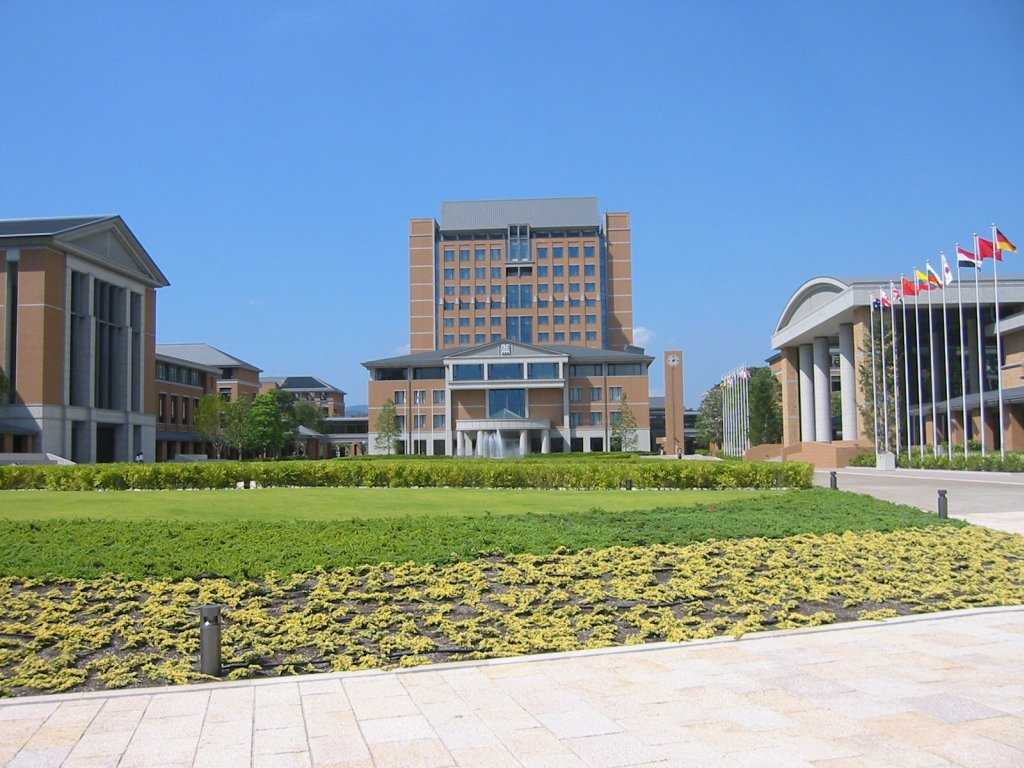
Nakamiya-Campus

Die Kansai Gaidai University (jap. 関西外国語大学, Kansai Gaikokugo Daigaku, kurz: Kansai Gaidai, dt. „Fremdsprachenuniversität Kansai“) ist eine private Universität in Hirakata, Osaka, Japan, mit starker Ausrichtung auf Fremdsprachenstudien.
Die Kansai Gaidai ist bekannt für ihr großes Asian Studies Program für ausländische Austauschschüler, an dem jährlich etwa 600 ausländische Studenten teilnehmen. Jährlich absolvieren ungefähr 1.500 Studenten der Kansai Gaidai einen Studienaufenthalt im Ausland. Die Universität mit drei Campus in Hirakata, einem Ort, der zwischen Kyōto und Osaka in Japan liegt.